# Dosso Dossi

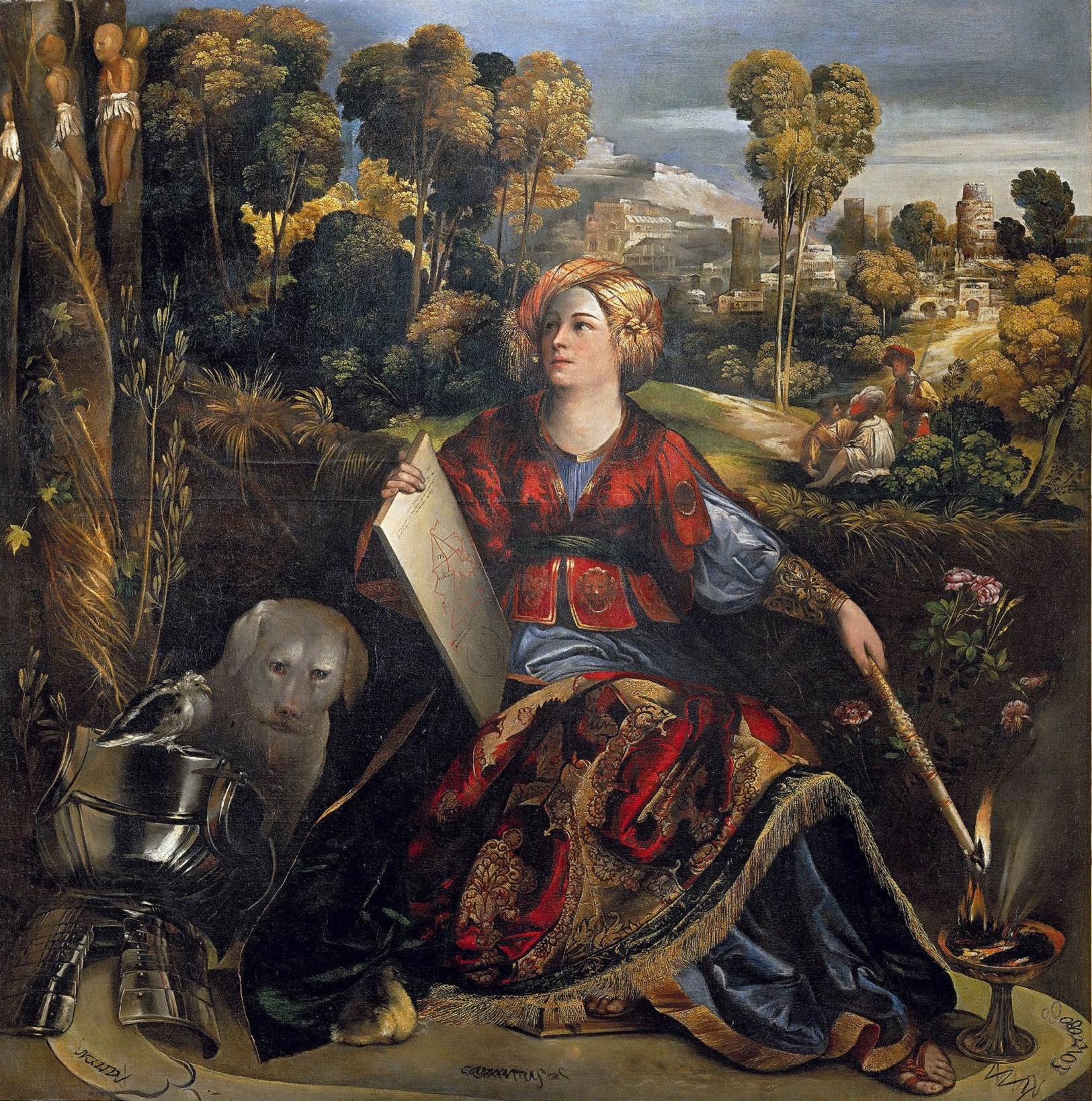
Dosso Dossi – ”Circe” (cirka 1518). Galleria Borghese, Rom

Dosso Dossi, egentligen Giovanni di Niccolò de Luteri, född cirka 1489 i Ferrara, död 1542 i Ferrara, var en italiensk målare under hög- och senrenässansen.
Dossi utgick från bolognesiskt måleri, upptog venetianernas rika färggivningar och rönte även under en vistelse i Rom inflytande från Rafael. Vid sidan av fresker, delvis utförda tillsammans med bror Battista Dossi (död 1548), utförde Dossi målningar med kristna, mytologiska och allegoriska motiv, men även porträtt. Han var även skulptör och gjorde utkast till dekorationer och tapeter. 1514 blev han anställd som målare vid hovet i Ferrara, och blev där den främste företrädaren för Ferraraskolan.

## Utvalda verk

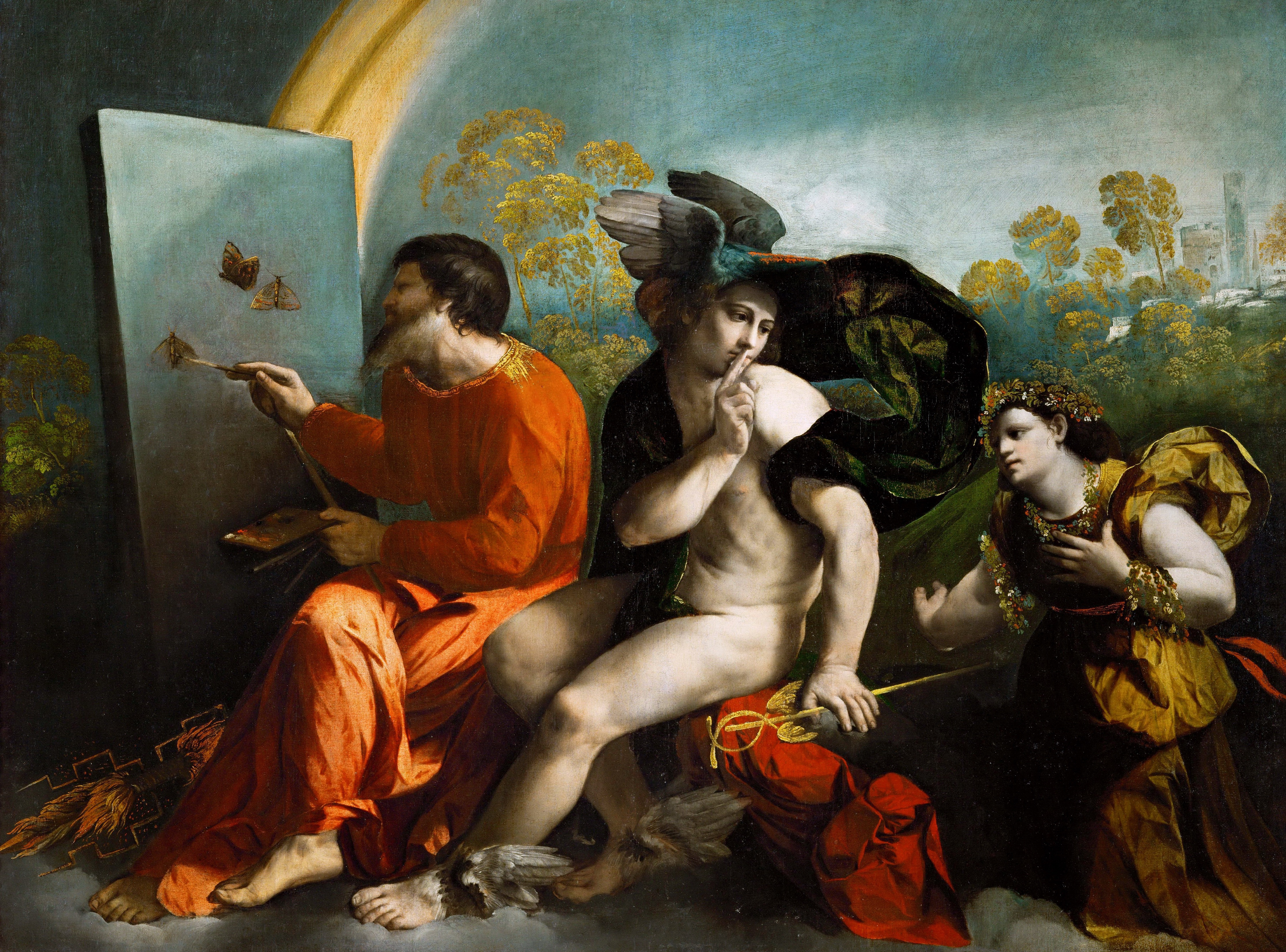
Jupiter, Mercury and Virtue, c.1524, Lanckoroński Collection, Wawel Castle

- Holy Family with Donors (1514, Philadelphia Museum of Art)
- Aeneas in the Elysian Fields, (1518–1521, National Gallery of Canada, Ottawa)
- The Virgin Appearing to Sts John the Baptist and John the Evangelist (1520-talet, Uffizierna, Florens)[1]
- Jupiter, Mercury and the Virtue, (c.1524, Wawel Castle, Kraków)
- Mythological Scene, c.1524; oil on canvas, 164 x 145 cm, J. Paul Getty Museum, Los Angeles[2]
- Allegory of Fortune, c.1530; oil on canvas, 178 x 216.5 cm, J. Paul Getty Museum, Los Angeles[3]
- Three Ages of Man or Rustic Idyll; 77.5 x 11.8 cm, Metropolitan Museum of Art
- Aeneas, Barber Institute, Birmingham
- Hercules and the Pygmies Alte Galerie am Landesmuseum Johanneum Graz
- Tubalcain (Allegory of Music) Museo Horne Florens
- Witchraft Stregoneria (Choice of Hercules between Vice and Virtue) Uffizierna
- Saint Michael (Staatliche Kunstsammlungen, Dresden)
- Saint George and the Dragon (Staatliche Kunstsammlungen, Dresden)
- Portrait of a Warrior, Uffizierna, Florens
- Portrait of a Youth, porträtt av Lucrezia Borgia, National Gallery of Victoria[4][5]